# Вельський район
Ве́льський муніципа́льний райо́н — адміністративна одиниця Росії, Архангельська область. До складу району входять 2 міських та 20 сільських поселень, разом — 22 поселення.